# 荷物列車

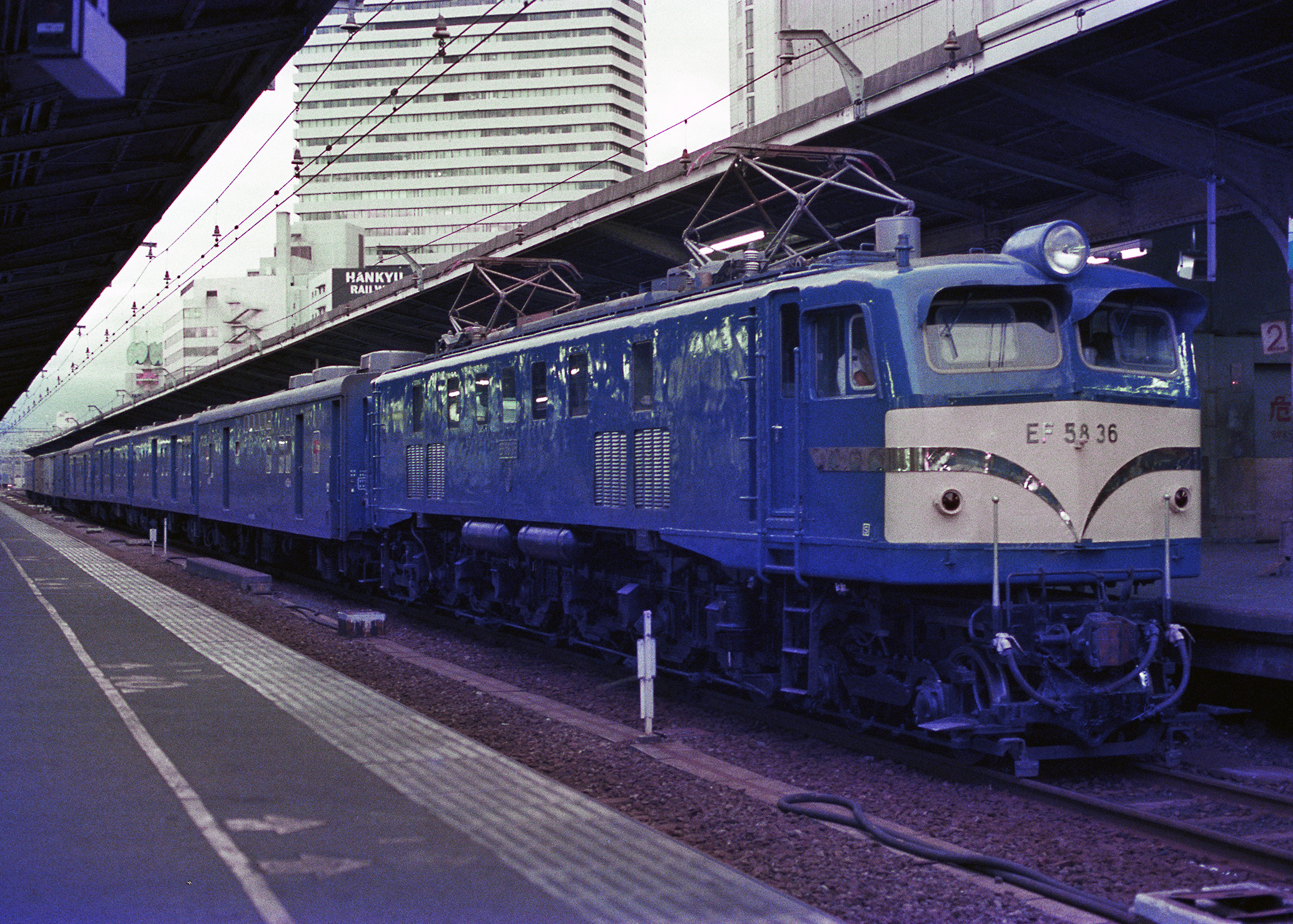
EF58形牽引の荷物専用列車

荷物列車（にもつれっしゃ）とは列車の種類の一つで、主に鉄道小荷物などの輸送を目的に設定されていた。列車の区分としては、旅客列車に含まれる。日本国有鉄道（国鉄）では全国規模で荷物列車の運行が行われていたほか、私鉄でも専用の荷物列車を設定していた例がある。これに使用する車両は荷物車と呼ばれる。
荷物車・郵便車を中心に編成され、手荷物・小荷物の輸送を目的に運行される。荷物輸送は旅客営業に付帯する受託手荷物（チッキ）をルーツとしており、そのため荷物輸送は旅客営業に属している。主な輸送品として手荷物、小荷物、郵便、新聞、雑誌等があげられる。

## 歴史

### 日本国有鉄道
1872年（明治5年）の官設鉄道の旅客営業開始とともに手荷物輸送が開始され、翌1873年（明治6年）には太政官布告により小荷物輸送制度も発足を見た。1907年（明治40年）3月16日、初の荷物専用列車が郵便車3両・荷物車1両の編成により新橋‐神戸間で運行が開始されたが、この列車は短期間のうちに運行を終了した。その後1927年（昭和2年）、東京省電区間において電車により荷物専用列車が運転され、1929年9月15日のダイヤ改正から東京 - 大阪間にも荷物列車1往復が設定された。戦時期を挟み、1952年（昭和27年）9月から東京ー鳥栖間、上野ー青森間、函館ー岩見沢の各区間に荷物列車が新設され、1958年（昭和33年）10月改正では上野ー仙台間（常磐線）にも荷物列車が運行されるなど荷物列車の運行区間は拡大していった。
1960年代、新聞・雑誌の発行部数増加に伴い国鉄の小荷物取扱量は急増した。国鉄は小荷物取扱量の増加と旅客列車の電車・気動車化による高速化に対し、客荷分離による荷物輸送の専用列車化を推し進めていった。1961年10月改正では荷物専用列車が大幅に増発され、1968年（昭和43年）のヨンサントオ白紙改正から急行荷物列車の運行とパレット輸送も始まり、さらに今後の方針として拠点間輸送を推進していくことが確認された。このように1960年代は国鉄の荷物列車の発展期と捉えることができる。
1973年（昭和48年）、1979年（昭和54年）の2度に渡って発生したオイルショックにより国鉄の小荷物輸送は転機を迎えた。この時期はモータリゼーションが進み国内の道路事情が大きく改善されていたことから、オイルショックによって引き起こされた経済停滞による産業界の輸送需要の縮小に対し、トラック輸送業界は小荷物輸送サービスに活路を見出そうとした。1976年（昭和51年）にヤマト運輸が「宅急便」の名称で小荷物輸送サービスに進出後、トラックによる宅配事業は急拡大した。この結果、本来的に採算性に問題を抱えていた国鉄の小荷物輸送はとどめを刺されることになった。1975年（昭和50年）度には年間7000万個の小荷物を輸送していたのが10年後の1985年（昭和60年）度には1200万個と六分の一近くにまで凋落し、小荷物輸送におけるシェアは著しく低下した。国鉄も輸送の効率化を進めるべく引き続き荷物列車の拠点間輸送を目指していたが、利便性と機動性に優れた宅配便に太刀打ちできずヤマト運輸の「宅急便」サービスの全国ネットワークが完成して分割民営化を控えた1986年（昭和61年）、11月のダイヤ改正で荷物列車は廃止された。

国鉄の荷物列車
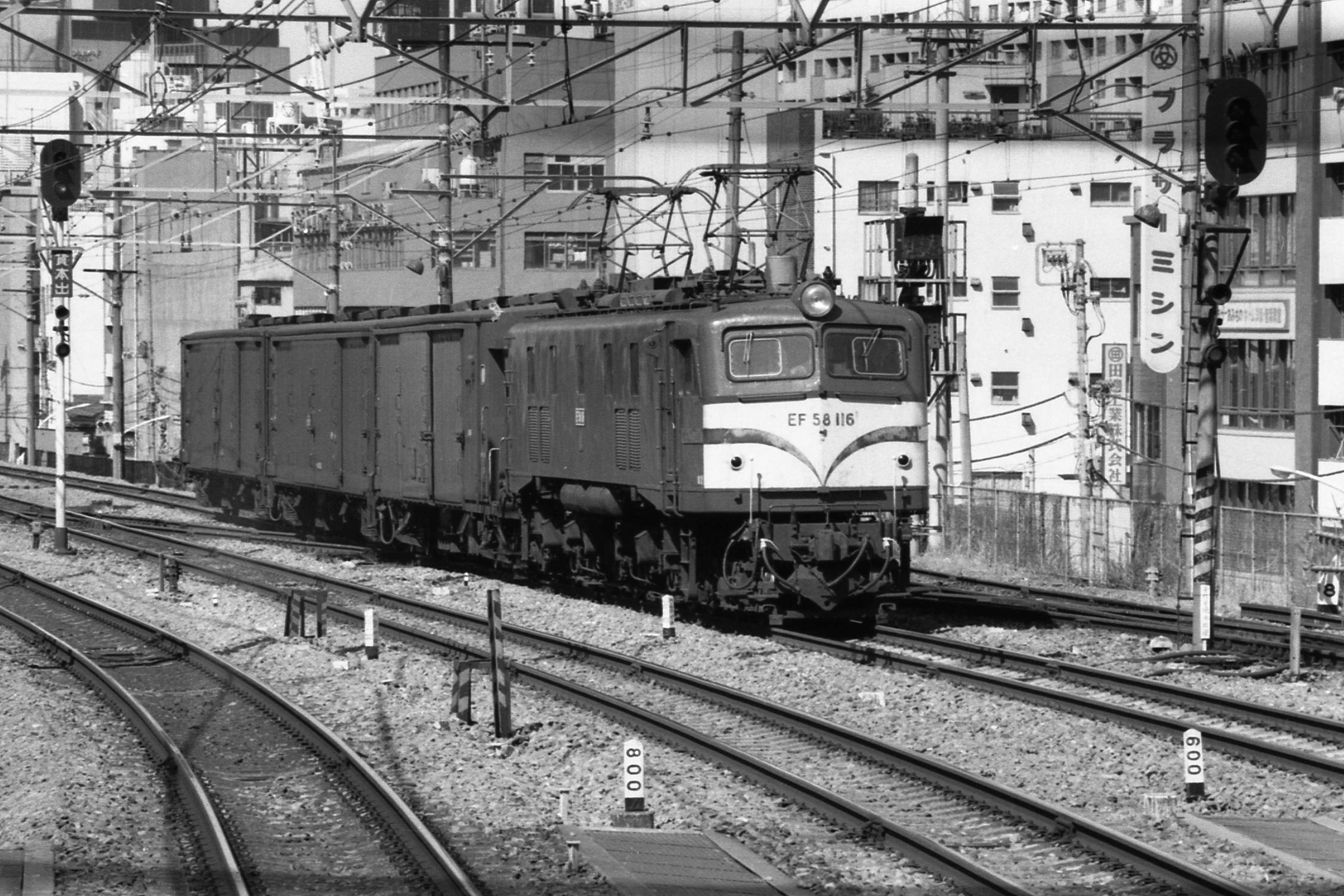
EF58
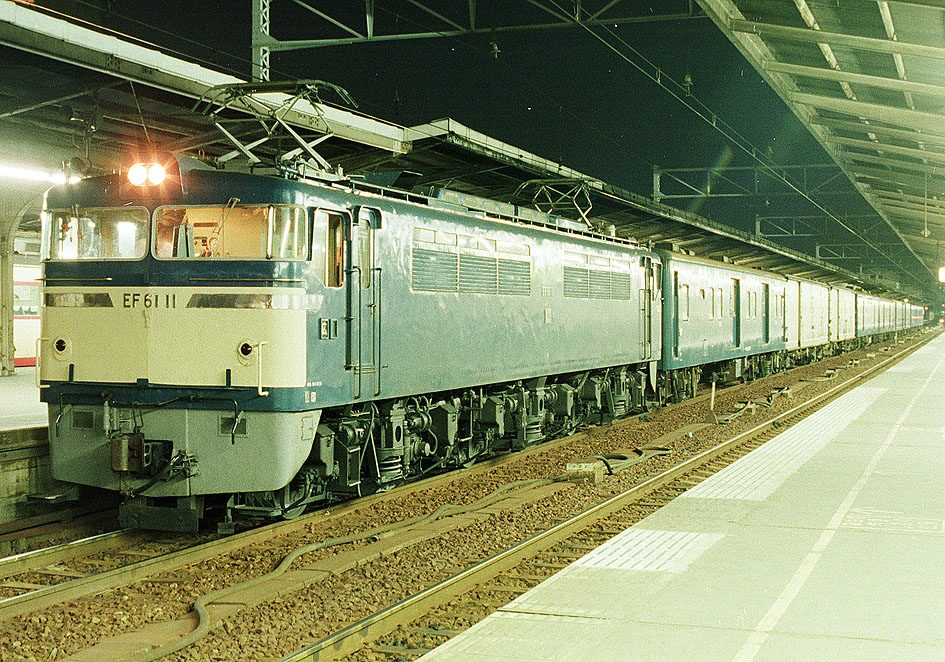
EF61
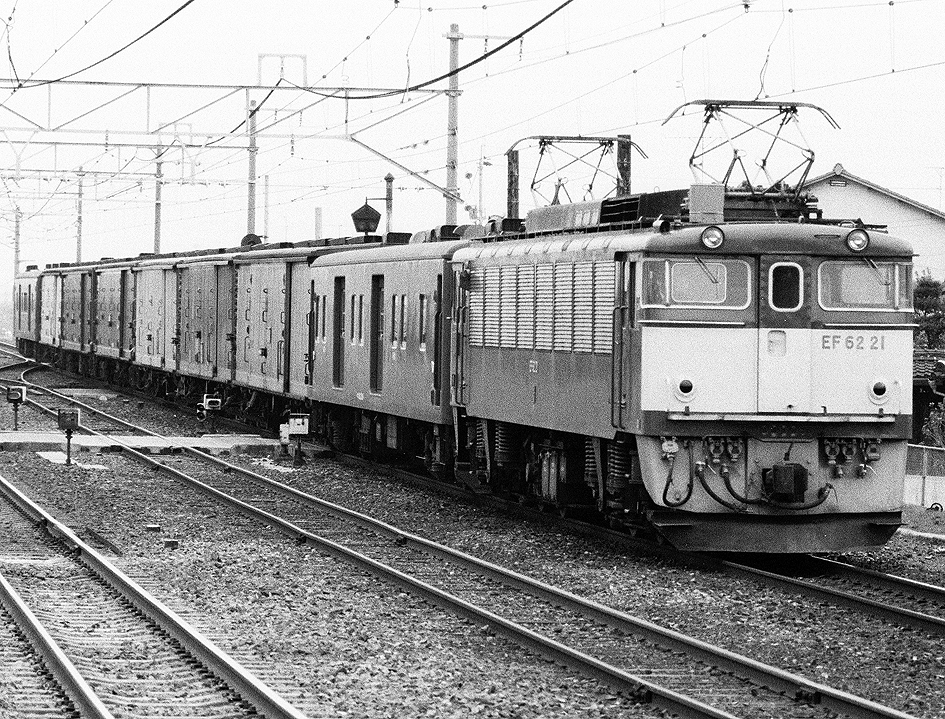
EF62
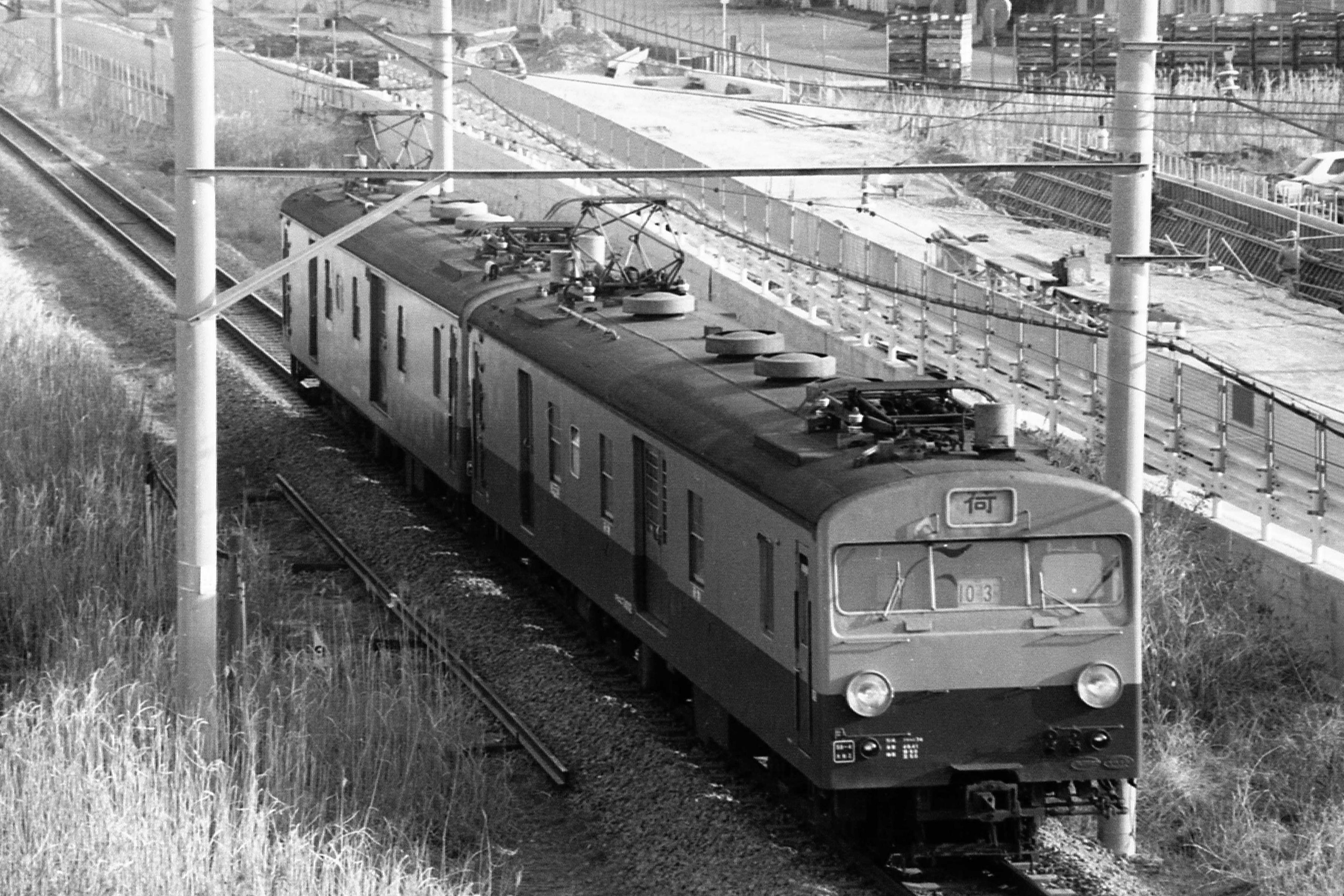
クモユニ74

### 私鉄
- 小田急電鉄の荷物電車

## 新聞輸送列車

### JR東日本
鉄道小荷物制度が廃止され荷物列車が消滅した後も、東日本旅客鉄道（JR東日本）東北本線（宇都宮線）や高崎線では、昼過ぎの下り旅客列車の最後部1両（1号車）内を折り返し準備中の旅客が乗っていない段階で、カーテンで区切ってスペースを確保の上、夕刊を沿線のキヨスクや新聞販売店向けに輸送する列車が運転されている。211系が使用されていた時は1両丸ごとで（便宜上トイレは2号車から移動する形で利用できる）使用していた。
2018年3月17日ダイヤ改正では上野始発541M・839Mが該当していた。新聞搭載スペースは乗務員室寄りの半分を使用する。
かつては上野駅の13番線と14番線の間にあった荷物専用ホームから、旅客と分離される形で14番線発列車への積み込みが行われていたが、荷物専用ホームが四季島専用ホームに転換された為、旅客ホーム上からの積み込みに変更されている。
なお、2021年3月13日ダイヤ改正で、661M・839Mを含む日中の上野始発列車は廃止となったため、上野東京ラインとして宇都宮線・高崎線に直通していく列車に東京駅より先行して係員が最後部に乗り込んでスペースを確保、上野駅5番線到着時に別の係員によってホーム上へ持ち込まれた新聞を短時間で積み込む方法が取られている。

#### 千葉地区
2010年（平成22年）3月まで、JR東日本内房線・外房線で「新聞輸送同盟会」の貸し切りによる両国駅（総武本線）発の夕刊新聞を輸送する荷物列車（列車番号荷2331M）が運転されていた。なお、かつては総武本線（千葉駅以東）や成田線沿線の販売店に向けた新聞も同一の列車で運行していたが、こちらは1986年にトラック輸送に変更している。
1996年（平成8年）11月30日までは両国駅から荷物専用車（荷物車代用クモハユ74形、クモユニ143形）を千葉駅まで走らせ、内房線・外房線列車の後部（千葉方）に連結して運行されていたが、同年12月1日のダイヤ改正以後は113系4両編成×2本（8両編成）の旅客列車の最後尾車両（千葉方）を「荷物専用・他の車両へご乗車ください」と書かれた緊締幕で締切って、在京紙など7社分の夕刊約1.7トン分の新聞を搭載した専用スペースとし（両国 → 千葉間での客扱いはなし）、千葉駅始発の4両編成の列車に連結、8両になって運転されていた。折り返しは緊締幕を外して通常の旅客列車となっていた。
千葉駅到着後は、外房線方面14時11分発安房鴨川行（列車番号269M、千葉方の4両が茂原発の4両編成と連結）、内房線方面14時26分発安房鴨川行（列車番号187M、両国方の4両がいったん黒砂信号場まで引き上げた上で（列車番号2332M - 2333M）君津発の4両編成と連結）となって運行。内房線や外房線の各駅で待機している新聞販売店の店員が夕刊の束を受け取る形となっていた。当然ながら夕刊の発行されない日祝日・年末年始は運休となり、このような場合は幕張車両センター - 千葉間の回送列車（列車番号回8269M）として運転され、上記の手段で分割されていた。
しかし1990年代後半から東京湾アクアラインや館山自動車道などの開通で道路事情は大幅に改善された他、新聞社も地方都市に現地印刷工場を建設（ないしは地方紙などへの委託による現地印刷を開始）するようになり、列車による新聞輸送のコストの高さ（8両借り切っているものの使用しているのは2両だけであり、残りの6両は遊車扱いになる）も手伝って、2010年3月13日のダイヤ改正を機にこの新聞輸送列車は廃止された。

### JR東海
東海旅客鉄道（JR東海）では、飯田線・身延線・御殿場線・東海道本線で車内乗務仕分け（旧: 荷扱い車掌）をJR東海交通事業、駅での載せ降ろしと仕分け荷扱いを東海整備に委託し、電車1両の半分を仕切る形態で新聞輸送を行っている。また、小規模ではあるが関西本線でも車両の隅に新聞を載せて輸送している。

### その他の路線
このほか、名古屋鉄道・遠州鉄道・大井川鐵道・近畿日本鉄道・伊豆箱根鉄道（駿豆線）・伊豆急行線・JR伊東線・西日本旅客鉄道（JR西日本）山陽新幹線でも旅客列車の一部を使用した新聞輸送が行われている。いずれの場合も車両または区画を分けるということはせず、ただドア近くに置くだけである。

### ギャラリー

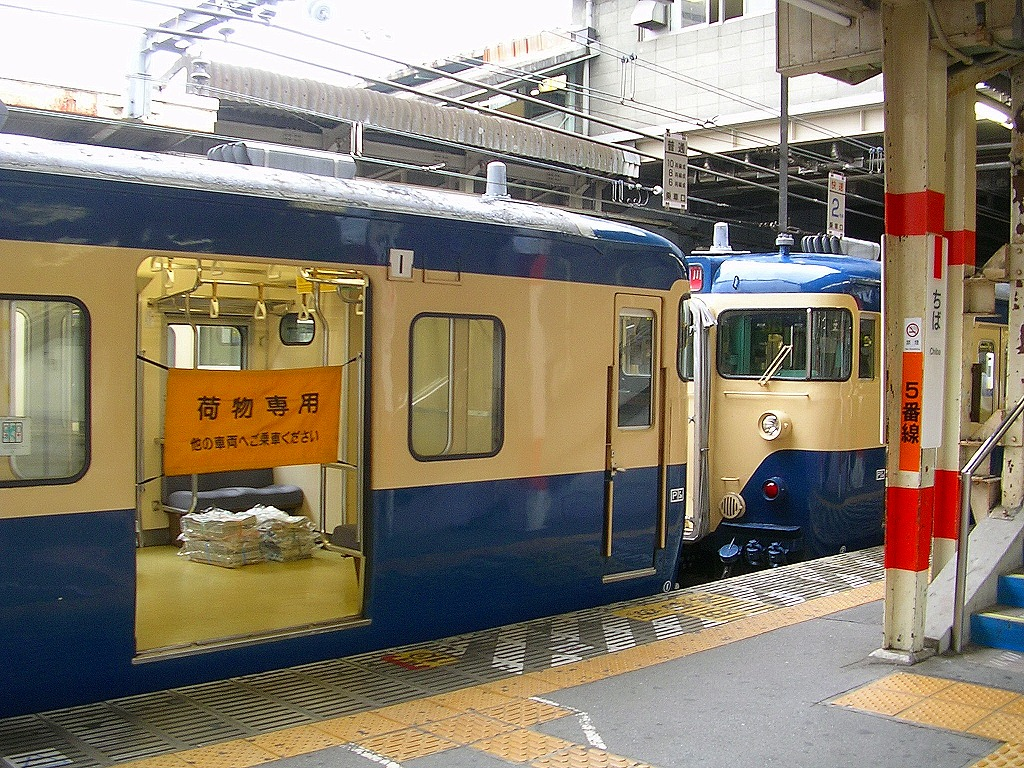
113系の新聞輸送列車
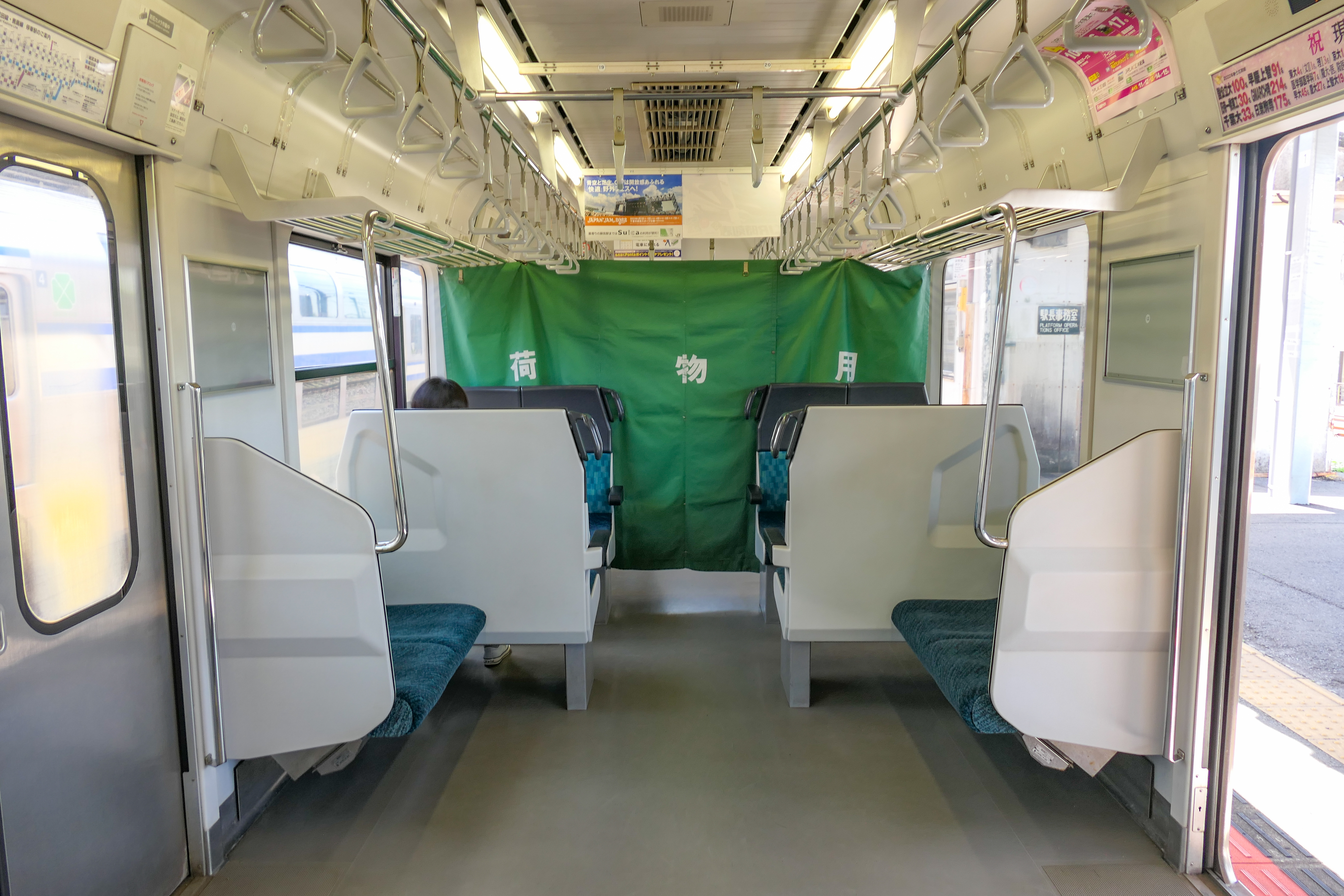
車内をカーテンで区切った例
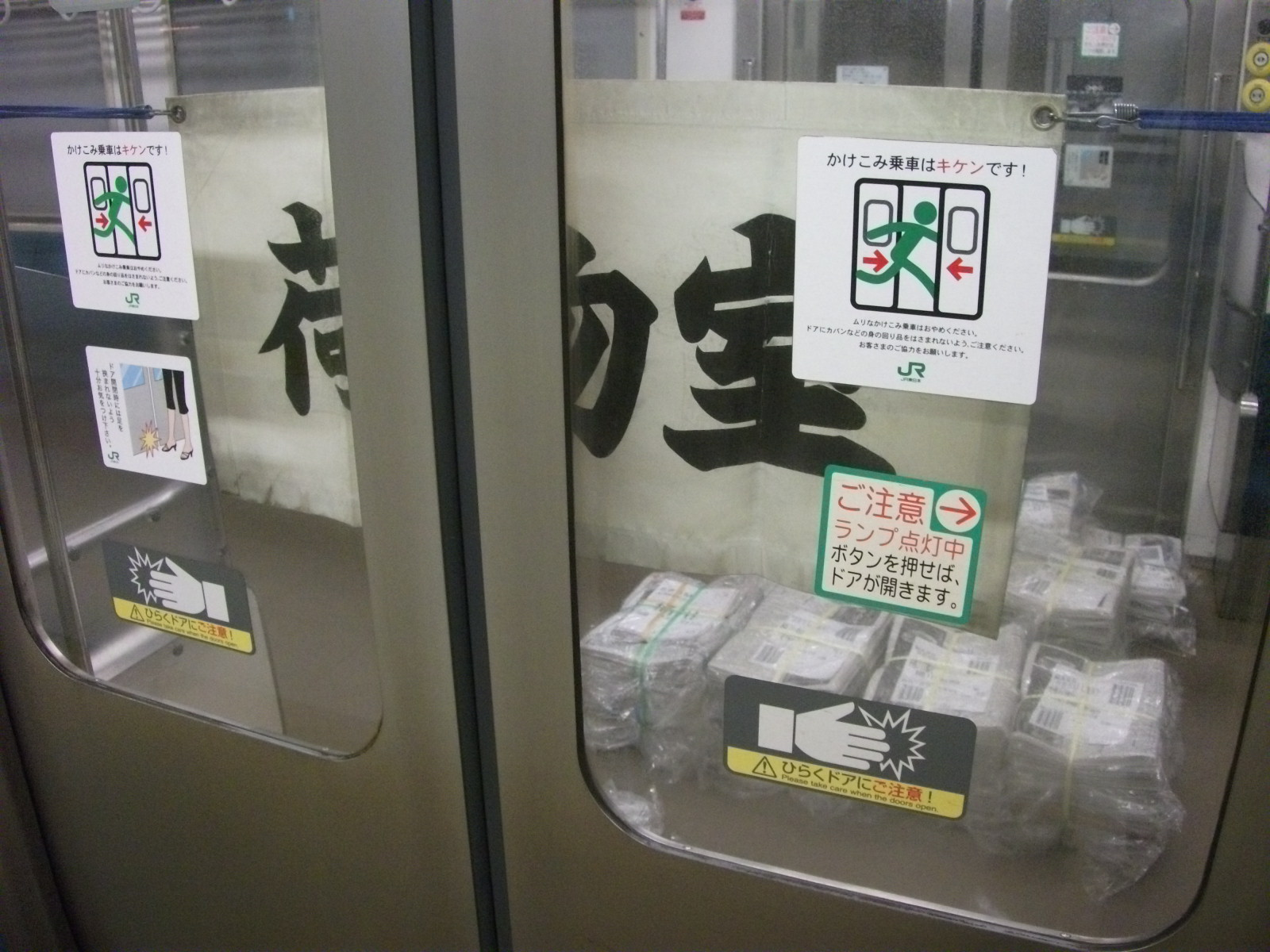
上野駅に停車中の国鉄211系電車。「荷物室」の幕が張られた扉の窓越しから床に置かれた新聞の束が見える
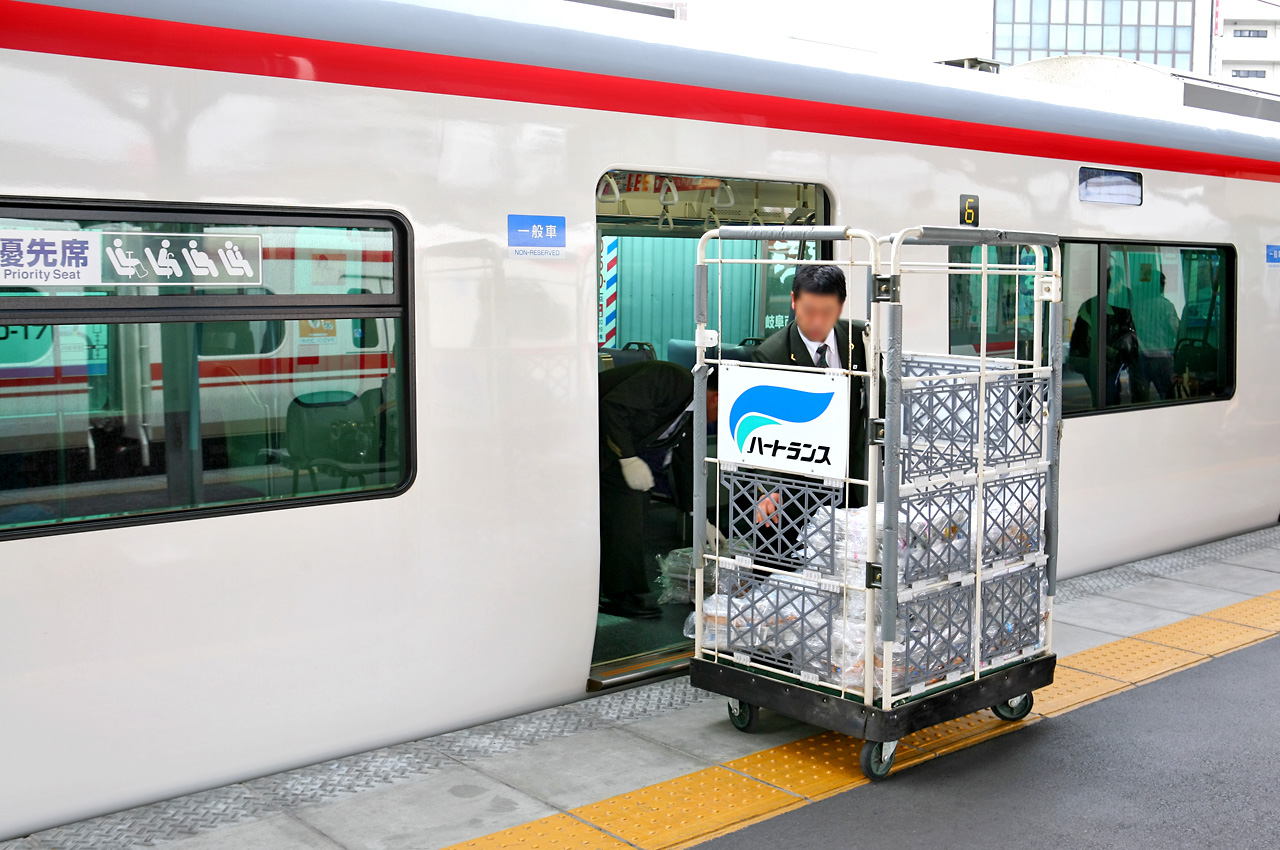
名鉄名古屋本線の例 名鉄名古屋駅で特急列車に積み込まれた新聞を名鉄岐阜駅で降ろす様子
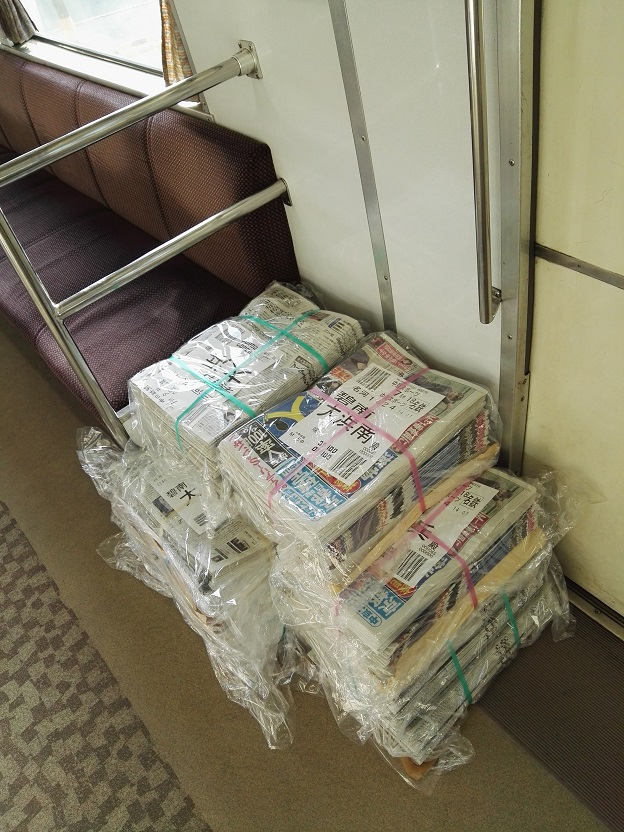
名鉄三河線における車内の様子

## 在籍の荷物車
東日本旅客鉄道（JR東日本）、西日本旅客鉄道（JR西日本）、東急電鉄、大井川鐵道、一畑電車には2019年10月1日現在12両、荷物を表すニを称する車両が籍を有している。いずれの車輛も荷物輸送は行っていない。
電車
- クモユニ143 - 1
- デハニ50 - 52・53

客車
- オハニ36 - 7・11
- スロニ200 - 201・202
- スユニ50 - 2018
- マニ50 - 2050・2183・2186・2257